# Andoke
Andoke (Andoque, Businka, Cha'oie, Paasi-ahá, Paasiaja), indijanski narod s rijeke río Aduche, pritoka rijeke Caquetá, Kolumbija. Sami sebe nazivaju Poosioho ili "Narod sjekire; "La gente del hacha" ili "The Axe People."  Danas ih ima oko 600. Bave se sakupljanjem kaučuka (ekonomski) kao i lovom, ribolovom i radom na svojim nasadima. Andoke su patrilinearni, organizirani u klanove. 
U povijesti se spominju kao kanibali zajedno sa svvojim susjedima Resigero i Huitoto. Jezično Andoke se vode kao posebna izolirana porodica (Andoquean) koja je 1908. imala oko 10.000 pripadnika.

## Vanjske poveznice
- Andoke
- Lengua Andoque